# Banate
Banate ist eine philippinische Stadtgemeinde in der Provinz Iloilo. 

## Baranggays
Banate ist politisch in 18 Baranggays unterteilt.
| - Alacaygan - Bariga - Belen - Bobon - Bularan - Carmelo - De La Paz - Dugwakan - Juanico | - Libertad - Magdalo - Managopaya - Merced - Poblacion - San Salvador - Talokgangan - Zona Sur - Fuentes |